# František Ludvík Duchoslav
František Ludvík Duchoslav, křtěný František Ludvík, (25. srpna 1834 Praha – 19. března 1909 Vršovice) byl český malíř.

## Život
Narodil se v rodině hřebenáře Karla Duchoslava v pražské Karmelitské ulici a jeho manželky Anny, rozené Sikešové.
Vyučil se v letech 1849–1852 u Josefa Matěje Navrátila, kde získal znalosti malířských technik. Pracoval nejprve jako malíř porcelánu, v roce 1871 se osamostatnil a usídlil se poblíž dílny Josefa Navrátila, jehož byl žákem. Živil se především jako malíř pokojů.

### Rodinný život
Dne 6. října 1863 se v Praze oženil s Annou Dobrou, dcerou tiskaře kartounů. Manželé Duchoslavovi měli sedm dětí, z nichž čtyři předčasně zemřely.

## Dílo
Byl malířem romantických horských scenérií a restaurátor. Je autorem nástropních maleb v hlavním sále pražského Paláce Žofín na Slovanském ostrově. Roku 1885 restauroval nástěnné a stropní malby Ignáce Raaba v kapli Libeňského zámku.
Pro podobnost s Navrátilovým dílem byly někdy Duchoslavovy práce vydávány za díla Josefa Navrátila.

### Zastoupení ve sbírkách
- Galerie moderního umění v Roudnici nad Labem
- Oblastní galerie v Liberci
- Památník národního písemnictví

## Galerie

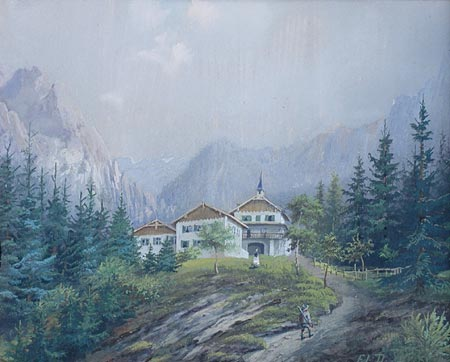
František Ludvík Duchoslav – horská krajina
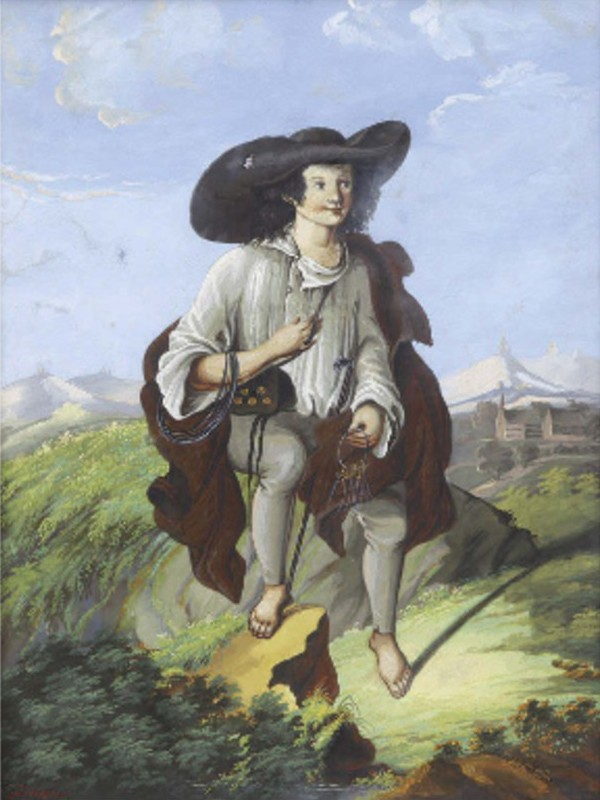
František Ludvík Duchoslav – dráteník
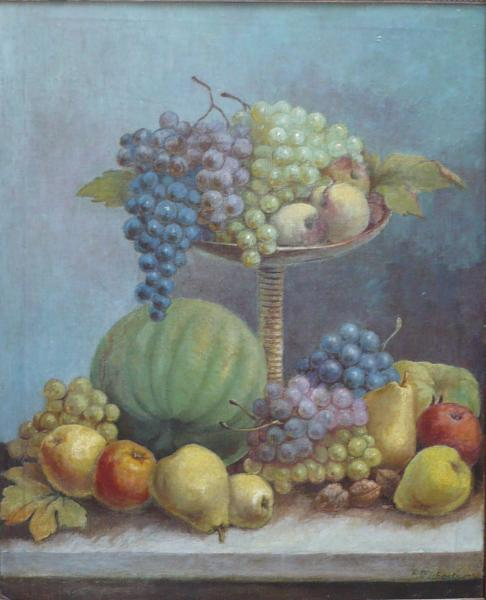
František Ludvík Duchoslav – zátiší (1870)
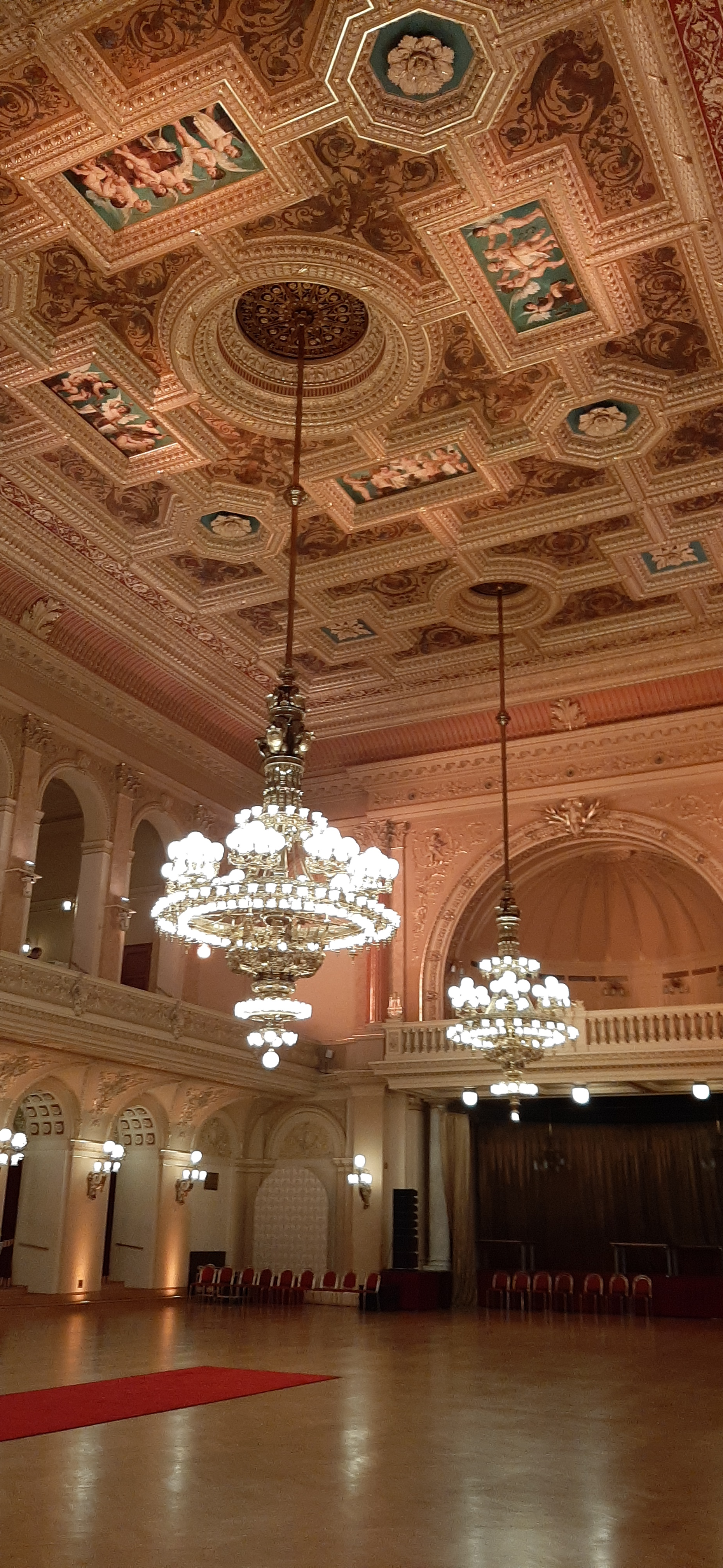
Praha, palác Žofín, strop velkého sálu